# Yeso Amalfi
Yeso Amalfi (San Paolo, 6 dicembre 1925 – San Paolo, 10 maggio 2014) è stato un calciatore brasiliano, di ruolo attaccante. Secondo alcune fonti sarebbe nato nel 1923.

## Carriera
Prelevato dal Nizza, dove aveva appena vinto il campionato e soddisfatto i tifosi, giocò in Serie A con la maglia del Torino nella stagione 1951-1952 terminata al 12º posto per la squadra piemontese, dove segnò le sue uniche due reti con i granata nella vittoria in trasferta contro il Palermo per 2-0 del 9 dicembre 1951, dodicesima giornata.

## Palmarès

### Club

#### Competizioni nazionali
- Primera División Uruguaya: 1

Peñarol: 1949
- Coppa d'Uruguay: 1

Peñarol: 1949
- Campionato francese: 1

Nizza: 1950-1951